# Dysdera lucidipes
Dysdera lucidipes är en spindelart som beskrevs av Simon 1882. Dysdera lucidipes ingår i släktet Dysdera och familjen ringögonspindlar.
Artens utbredningsområde är Algeriet. Utöver nominatformen finns också underarten D. l. melillensis.